# 福厦铁路闽江特大桥
福厦铁路闽江特大桥是福厦铁路跨越闽江的钢桁柔性拱梁结构大桥，位于福建省福州市，北接马尾区，南连仓山区。2006年7月开工建设，2008年9月12日合龙，2009年12月31日通车。

## 简介
大桥起点位于魁岐村鼓山隧道出口，终点位于仓山樟岚村，项目总投资2.86亿元，全长2690.64米，总跨度396米，其中主跨198米，边跨99米，宽15米，拱顶距水面约70米，拱高35米。大桥为树叉异型连续梁结构，采用三斜腹板预应力混凝土槽形梁，适用道砟桥面。建成时是全国跨度最大、支座承载力最大的钢桁柔性铁路拱桥。
大桥由中铁大桥局施工。主跨采用悬臂拼装法施工，跨中合龙。边跨架设采用膺架法施工。主桥钢桁拱重量为6700吨，由武桥重工集团股份有限公司制造。

## 历史
- 2006年7月开工建设。[5]
- 2007年10月7日主桥墩施工结束，转入桥面工程施工阶段。[6]
- 2008年8月4日钢桁梁下弦杆合龙。
- 2008年8月6日钢桁梁上弦杆合龙。[7]
- 2008年9月12日大桥合龙。[1]
- 2009年12月31日通车。